# دهستان ذوالفقار
دهستان ذوالفقار نام دهستانی در بخش سرشیو شهرستان سقز، استان کردستان در ایران است. مرکزش روستای حسن سالاران است. براساس سرشماری مرکز آمار ایران در سال ۱۳۸۵، جمعیت آن ۷۷۱۵ نفر (۱۴۹۷ خانوار) بوده‌است.
1. باغچله
2. بهرام
3. جوشن
4. حاجی عبدل
5. حسن سالاران
6. خرمتا
7. خورده لوکی
8. دره آبی
9. دره زیارت سفلی
10. دره زیارت علیا
11. دره وزان جدید
12. رنگه ریژان
13. سراجگاه
14. سرتکلتو
15. سردره
16. سرسیف
17. سماقلو
18. سه کوچکه
19. سیانزار
20. سیف طاله
21. شیپانجو
22. طابیشه
23. طاله جار
24. عاقل آباد
25. عرب لنگ
26. قامیشله
27. قشلاق پل
28. قشلاق قاضی
29. قشلاق ملا
30. کانی کبود
31. کچل منگان
32. کس نزان
33. کمره سیاوه
34. گوره قلعه
35. مازوجدار
36. مام سیف الدین
37. مزره
38. میشاوسفلی
39. میشاوعلیا
40. میک
41. وره نانی
42. هرمیدول
43. هنگ چینه